# Ursal Yasar
Ursal Yasar (* 12. Mai 1980 in Glarus) ist ein ehemaliger schweizerisch-türkischer Fussballspieler und heutiger Fussballtrainer.

## Karriere
Der im Glarnerland geborene und aufgewachsene Yasar begann seine Fussballkarriere als Junior in seinem Dorfverein FC Niederurnen (2004 zum FC Linth 04 fusioniert) und beim FC Glarus, bei dem er bereits in der 1. Mannschaft spielen konnte. 1996 wechselte er in die Nachwuchsabteilung des FC Zürich, wo er mit 28 Treffern wesentlich am Aufstieg der Zürcher U21 in die 1. Liga beteiligt war.
Mit Zürich bestritt er am 16. Mai 2001 in einem Spiel gegen den FC Lugano auch seinen ersten Pflichtspieleinsatz. In der darauffolgenden Saison wechselte er, zusammen mit ehemaligen Zürcher Assistenztrainer Urs Schönenberger, der in Winterthur Trainer der 1. Mannschaft wurde, leihweise für eine Saison zum FC Winterthur und war dort Sturmpartner von Pascal Renfer. Da er jedoch eine massive Gehaltskürzung beim zu dieser Zeit in einer tiefen Finanzkrise steckenden Vereins nicht akzeptierte, kehrte er bereits in der Winterpause nach Zürich zurück. Dort spielte er dann noch während zweier Jahre bis Dezember 2004 für den Verein. Während seiner Zeit beim FCZ absolvierte er insgesamt 65 Pflicht-Spiele (NLA, Schweizer-Cup und Europapokal), in denen ihm 14 Tore gelangen.
Als er nach einigen Verletzungen in Zürich nicht mehr erste Wahl war, wurde er fürs Frühjahr 2004 vom Ligakonkurrent FC Schaffhausen verpflichtet, bei dem er das ganze Jahr 2005 spielte, bevor er für das Frühjahr 2006 an den Challenge-League-Verein FC Concordia Basel ausgeliehen wurde. Da er in Basel jedoch keinen definitiven Vertrag erhielt, musste er zurück zum FC Schaffhausen, von wo er dann im August 2006 zum Istanbuler Drittligisten Güngören Belediyespor wechselte.
Nach einem halben Jahr in der Türkei löste er seinen Vertrag in der Türkei auf und beendete damit seine Karriere als Berufsfussballer. Er kehrte in die Schweiz zurück und unterschrieb für die Rückrunde bei seinem in der 1. Liga spielenden FC Tuggen. Zu Beginn der neuen Saison wechselte er danach zum Challenge-League-Absteiger YF Juventus Zürich, um danach wiederum nur ein halbes Jahr bei seinem ehemaligen Jugendverein FC Glarus aufzulaufen, deren Abstieg aus der 2. Liga interregional er jedoch auch nicht mehr verhindern konnte.
Nach der aktiven Karriere betätigte sich Yasar ab 2008 als Trainer. Dabei gelang ihm, damals noch als Spielertrainer, mit dem Stadtzürcher Quartierklub FC Wollishofen im Sommer 2010 der Aufstieg in die 2. Liga-Regional. Danach wechselte er im Sommer 2010 zurück in die 3. Liga zum FC Wädenswil. Im Oktober 2012 wurde er dort wegen ungenügender Resultate freigestellt. Danach gab er nochmals ein Comeback als Spieler bei den Blue Stars Zürich in der Saison 2012/13 und wurde Nachwuchstrainer beim FC Zürch, wo er bis 2017 zuerst die U14 und später die U17 betreute sowie als Techniktrainer der U21 wirkte. Von 2017 bis 2019 trainierte er die U16 des FC Winterthur.
2019 übernahm er das 2. Liga-Regional-Team des FC Uster. Dort wurde er im November 2021 nach einer 4:5-Niederlage gegen Phönix Seen überraschend entlassen, obwohl die Mannschaft auch nach der Niederlage mit nur einem Verlustpunkt hinter Tabellenleader SC Veltheim platziert war und dementsprechend um den Aufstieg mitspielte.
Er ist im Besitze der UEFA-A-Trainer-Lizenz und hat den Berufstrainer- (BTL) Leistungssport-Lehrgang absolviert.